# Scolio (poesia)

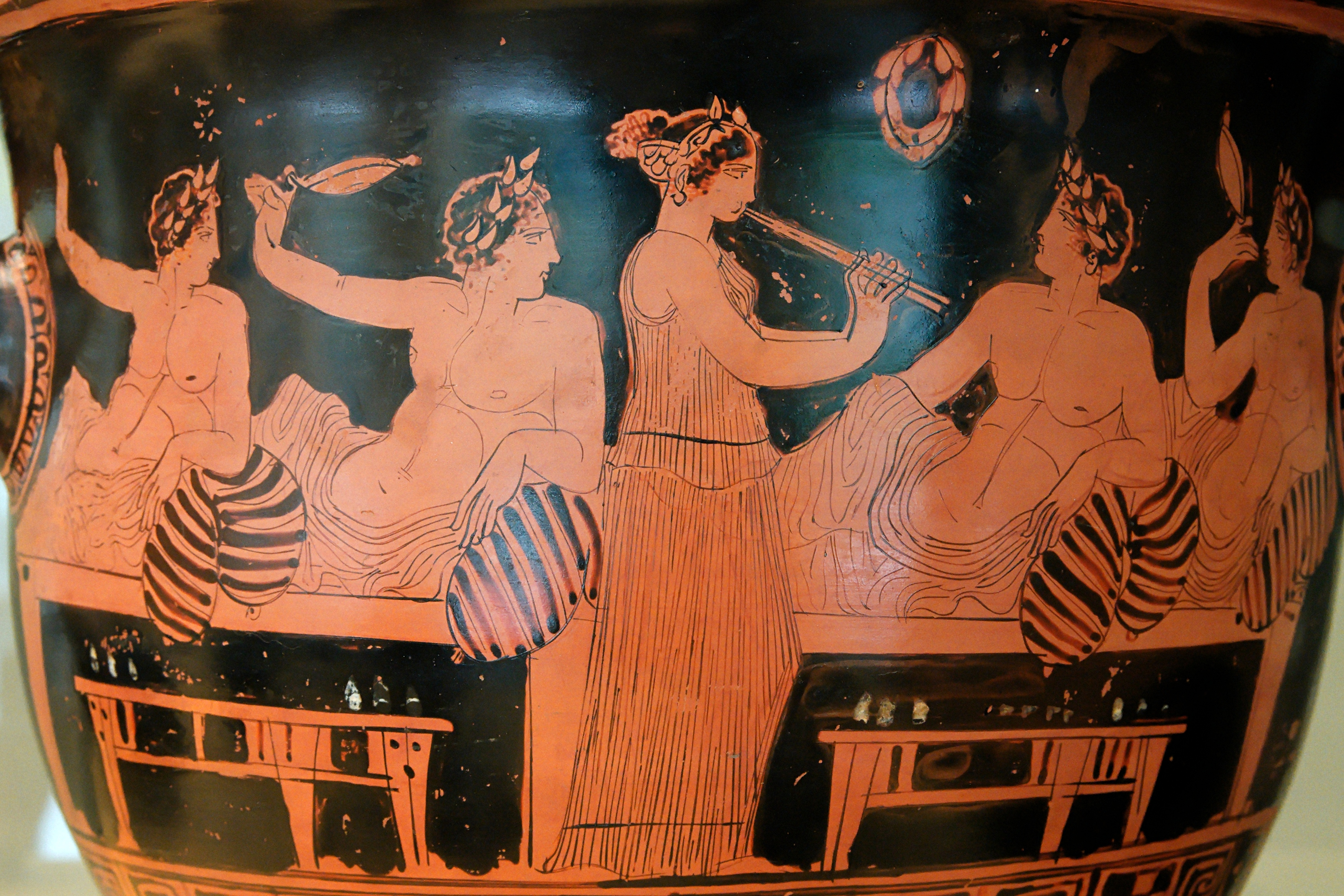
Scena di simposio, vaso attico a figure rosse

Lo scolio era una breve poesia, talora accompagnata dal suono della cetra, recitata o cantata o improvvisata durante i banchetti aristocratici nell'antica Grecia. 

## Etimologia
La parola greca  σκολιός  era usata con il significato di «tortuoso, obliquo»: il canto dello scolio era infatti qualcosa di irregolare rispetto al normale canto in quanto gli autori potevano avere capacità canore e musicali diverse o del tutto assenti in alcuni, così che il risultato musicale complessivo risultava disomogeneo.Nella mitologia lo scolia veniva cantato quando, durante le incoronazioni, il terreno si apriva verso l'Ade, e dunque venivano cantati contro gli spiriti maligni. 

## Struttura
Il canto conviviale, infatti, si svolgeva in questo modo: dopo un coro di tutti i partecipanti al banchetto in onore di una qualche divinità, si porgeva la cetra al convitato più importante che, dopo aver cantato uno scolio del suo poeta preferito o da lui stesso composto,  passava lo strumento al suo vicino invitandolo a proseguire il canto; questi, se non sapeva cantare o suonare, recitava una poesia tenendo in mano un ramo di mirto che poi passava a chi gli stava accanto.
Questo passaggio della cetra o del mirto, che avveniva con successivi cambiamenti di direzione, spiegherebbe secondo alcuni interpreti, la qualifica di "tortuoso" dato al termine scolio. Secondo altri autori l'irregolarità dello scolio consisteva piuttosto nella varietà del metro poetico che era libero, come risulta dagli scolii che Ateneo di Naucrati ci ha tramandato, perché potesse essere cantato anche dalla gente comune .
Secondo la tradizione, questo genere letterario sarebbe stato inventato da Terpandro ma, in effetti, quasi tutti i lirici greci, da Alceo a Pindaro, vi si esercitarono. 